# Aleksandr Dellinsgauzen
Aleksandr Aleksandrowicz Dellinsgauzen, ros. Александр Александрович Деллинсгаузен (ur. 14 stycznia 1889, zm. 24 listopada 1960 w Monachium) – rosyjski wojskowy (pułkownik), emigracyjny działacz kombatancki

## Życiorys
W 1906 r. wstąpił do armii rosyjskiej. W 1908 r. ukończył Korpus Paziów. Służył w stopniu podporucznika w lejbgwardii 4 Rodziny Imperatorskiej Batalionie Strzeleckim. W 1912 r. awansował do stopnia porucznika. Brał udział w I wojnie światowej. W 1916 r. został sztabskapitanem, a następnie kapitanem. Dowodził kompanią, a potem batalionem 4 Rodziny Imperatorskiej Pułku Strzeleckiego. W kwietniu 1917 r. awansował na pułkownika. W listopadzie 1918 r. objął dowództwo 3 Oddziału Bałtyckiej Landeswehry, na czele którego walczył z bolszewikami na Łotwie. W 1919 r. przybył do Berlina, gdzie zajmował się przygotowywaniem uzupełnień dla wojsk Białych w krajach nadbałtyckich. Po ich klęsce zamieszkał na emigracji w Polsce. W latach 30. działał w stowarzyszeniu pułkowym w Bydgoszczy. Podczas okupacji niemieckiej wyjechał do III Rzeszy.